# Лисянська оборона 1664
Лисянська оборона 1664 — оборона містечкака Лисянка козаками та місцевими жителями під час повстання 1663–64 проти Речі Посполитої. Після кількох спроб взяти Лисянку штурмом (лютий, червень 1664) коронні війська на чолі з руським воєводою С. Чарнецьким наприкінці жовтня 1664 розпочали облогу містечка. Оборону Лисянки очолив прилуцький полковник Л.Горленко. Він разом зі своїм полком та частинами Полтавського полку і Зіньківського полку здійснив раптову атаку з-за фортечних мурів на ворога. Внаслідок цього коронні війська зазнали значних втрат, було тяжко поранено С.Чарнецького. Вернувшись за фортечні мури, козаки продовжували оборонятися. Після багатьох безуспішних штурмів Лисянки, у 1-й половині грудня 1664 коронні війська припинили облогу.